# Peliet
Met peliet, van het Griekse: πηλός, pelos, klei, wordt een fijnkorrelig sedimentair gesteente bedoeld, waar een grote fractie  aluminium-silicaten in voorkomt. Dat zijn dus verbindingen van silicaten met aluminium en ze zijn vaak gehydrateerd. Peliet wordt meestal gebruikt om het oorspronkelijke gesteente bij metamorf gesteente, de zogenaamde protoliet, te beschrijven. Men noemt het metamorfe gesteente zelf dan ook wel metapeliet. Als pelieten metamorfose ondergaan, kunnen uit peliet leisteen, fylliet of schist ontstaan, afhankelijk van de precieze metamorfe facies. De kleimineralen in de peliet reageren in de groenschistfacies naar aluminium-silicaten zoals muscoviet en chloriet, beiden een mica, of epidoot, in de amfibolietfacies naar biotiet, hoornblende of kyaniet. De mineralogische samenstelling bepaalt mede welke mineralen precies zullen groeien. Een protoliet die meer zand, bijvoorbeeld in de vorm van kwarts en veldspaat, bevat wordt een psammiet genoemd.